# Nižné Ružbachy
Nižné Ružbachy jsou obec na Slovensku v okrese Stará Ľubovňa v Prešovském kraji na úpatí Spišské Magury nad řekou Poprad. Žije zde 622 obyvatel.

## Historie
První písemná zmínka o obci je z roku 1286. Nižné Ružbachy byly starší slovenskou osadou, která přebrala německé právo. Osada byla majetkem podolínskeho šoltyse Henrika, který ji roku 1303 se šoltýskymi výsadami daroval své sestře Hildegunde. O existenci osady se dozvídáme též z listiny krále Zikmunda Lucemburského z roku 1408, který ji jako majetek hradu Ľubovňa daroval Imrichovi z Perína. Od roku 1412 do roku 1772 byla v polské zástavě. Od roku 1755 do poloviny 19. století zde stála papírna, která vyráběla kvalitní papír.
V obci stojí gotický římskokatolický kostel svaté Kateřiny Alexandrijské z 12. století. Po roce 1615 byl renesančně zaklenut a v 18. století rozšířen bočními kaplemi. V obci je také klasicistní kaštel.